# Seznam belgijskih inženirjev
Seznam belgijskih inženirjev.

## C
- Robert Cailliau

## G
- Zénobe Gramme

## L
- Michael Florent van Langren
- Étienne Lenoir (Jean J. Lenoir)

## P
- Bart Preneel

## W
- Égide Walschaerts
- André Waterkeyn